# موسکویچ ۴۰۸

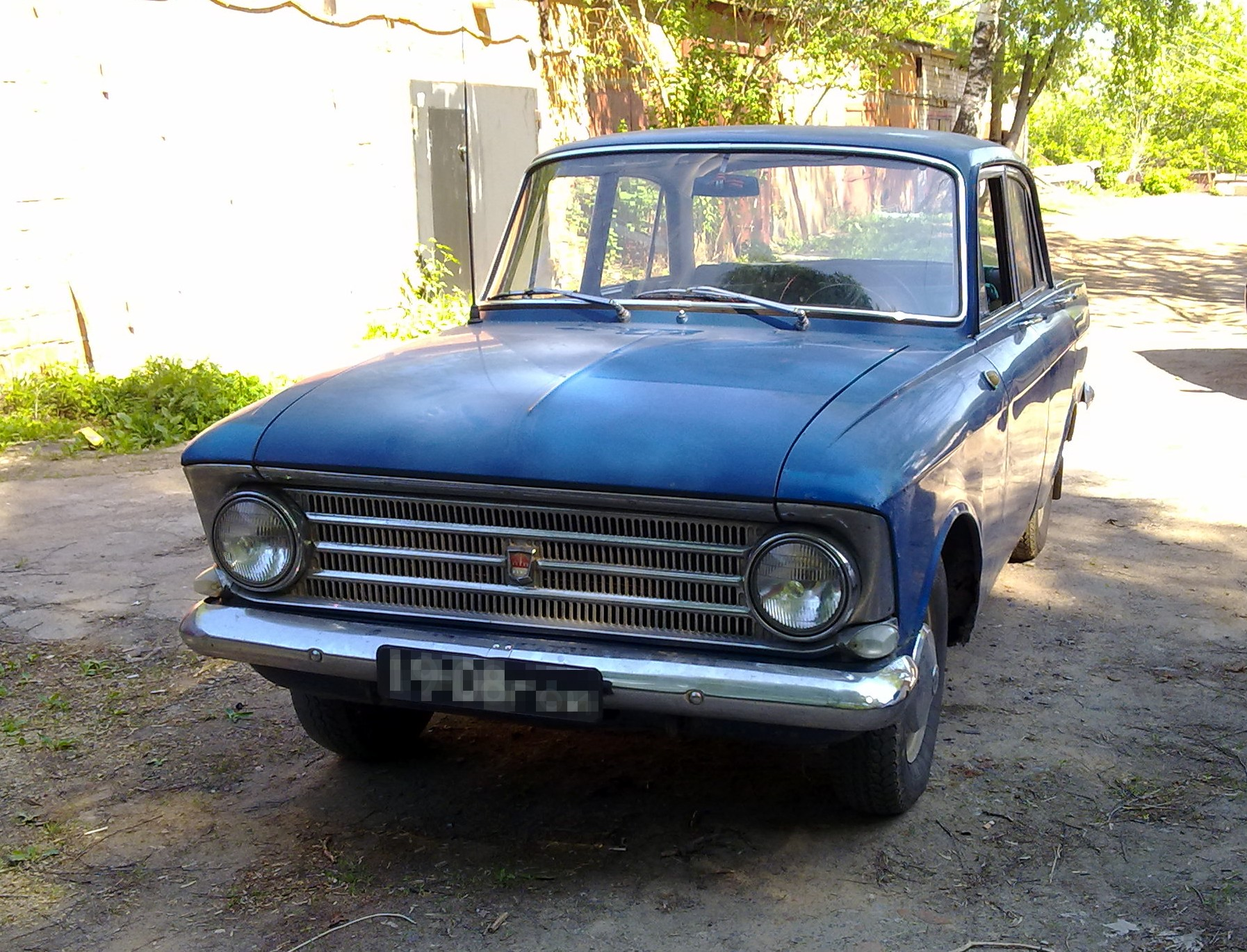

موسکویچ ۴۰۸ (Moskvitch ۴۰۸) خودرویی است که در سال‌های ۱۹۶۴—۷۶ as Moskvich۱۹۶۶—۶۷ as Izhتولید شده‌است. 
این خودرو در کلاس خودرو کامپکت قرار گرفته و طراحی آن خودروهای موتور جلو-محور عقب بوده طول آن در حالت طبیعی ۴٬۰۹۰ میلیمتر (۱۶۱٫۰ اینچ) و عرض آن در حالت طبیعی ۱٬۵۵۰ میلیمتر (۶۱٫۰ اینچ) است. 
موتور آن ۱۳۵۸ سی‌سی سیستم جعبه‌دندهٔ آن ۴ دنده به صورت دستی است.

## نگارخانه

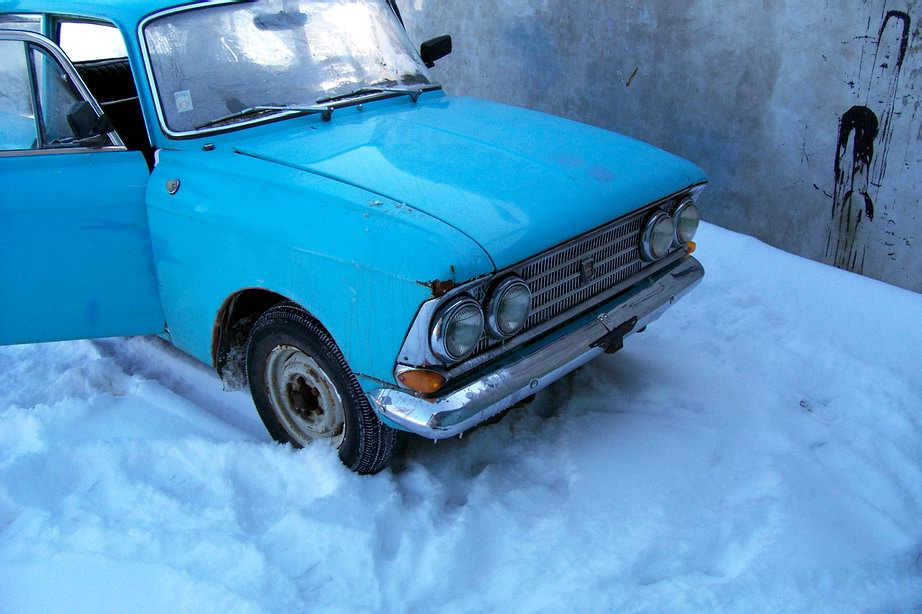
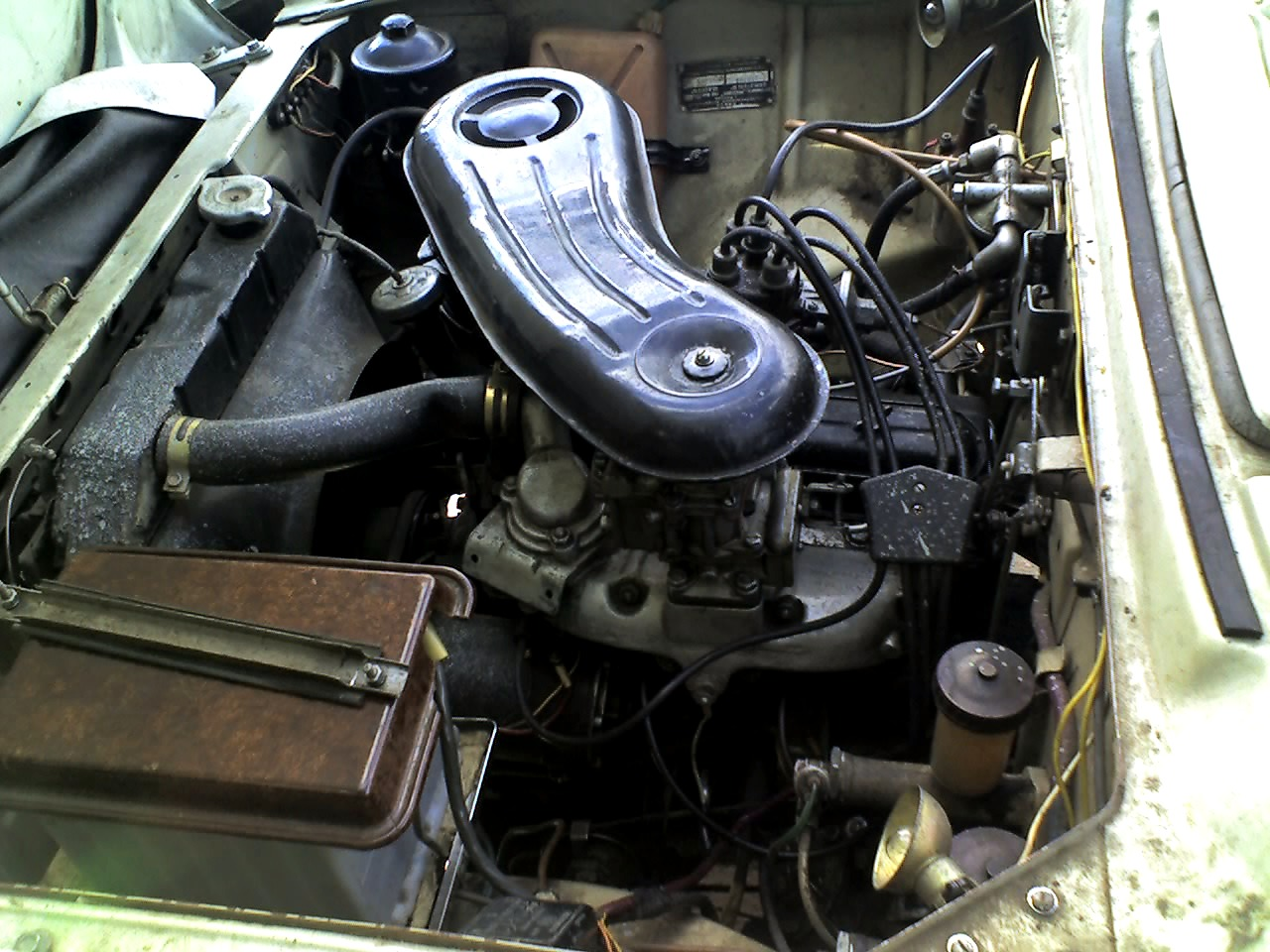
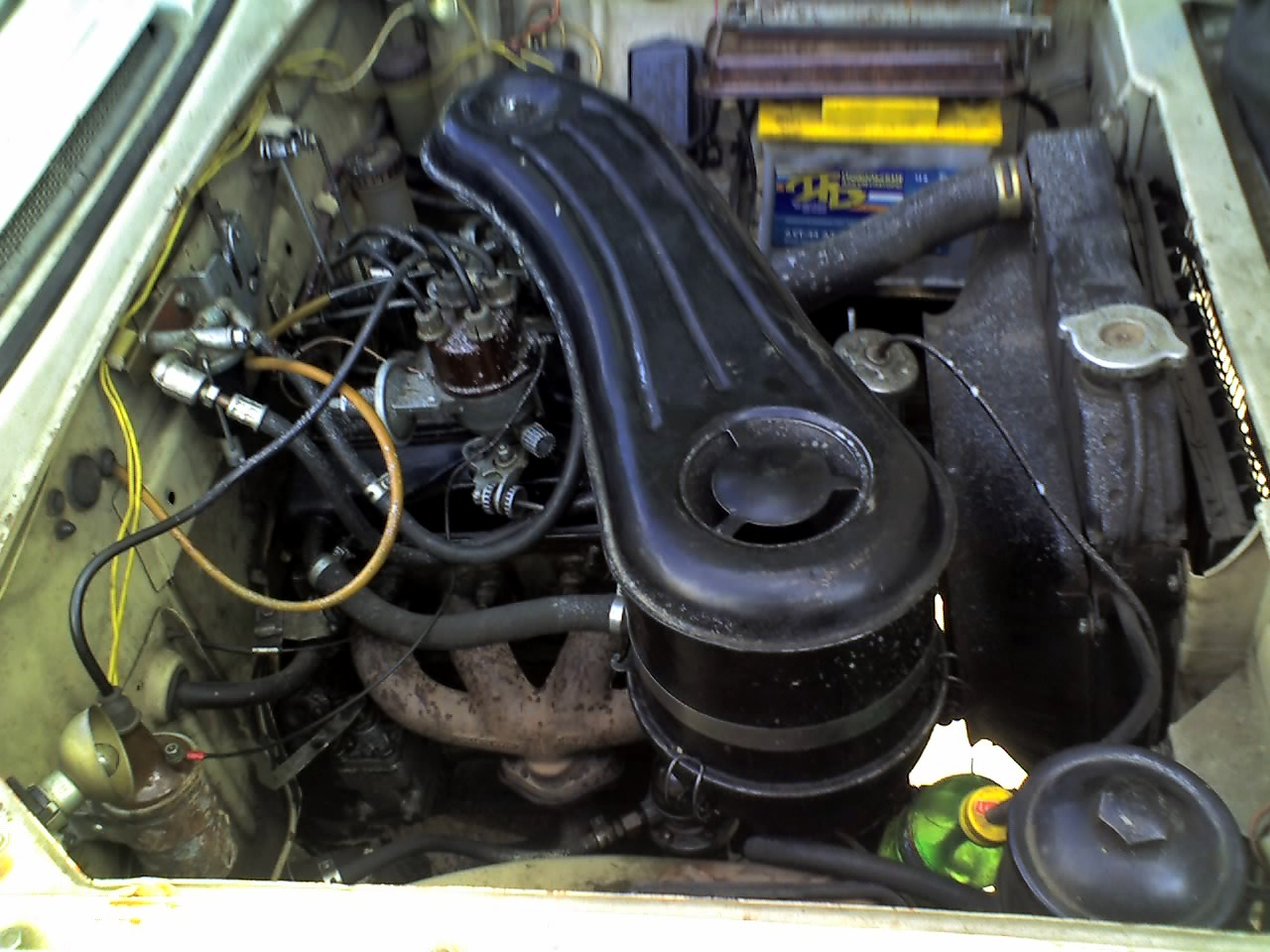
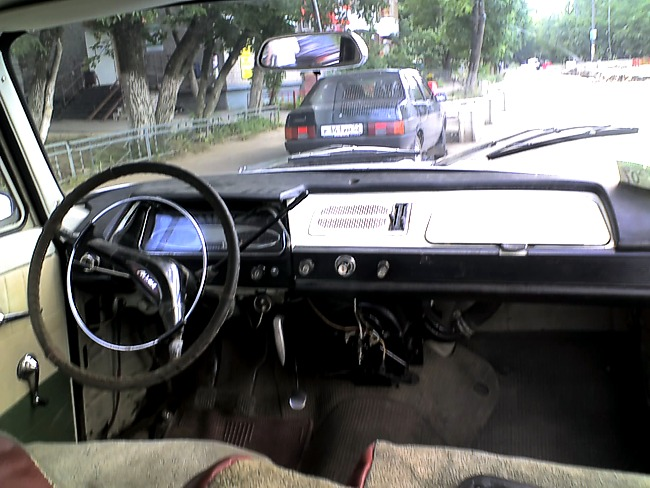
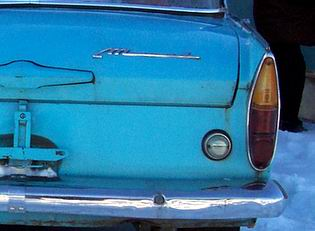
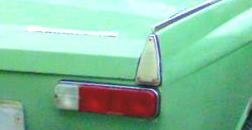
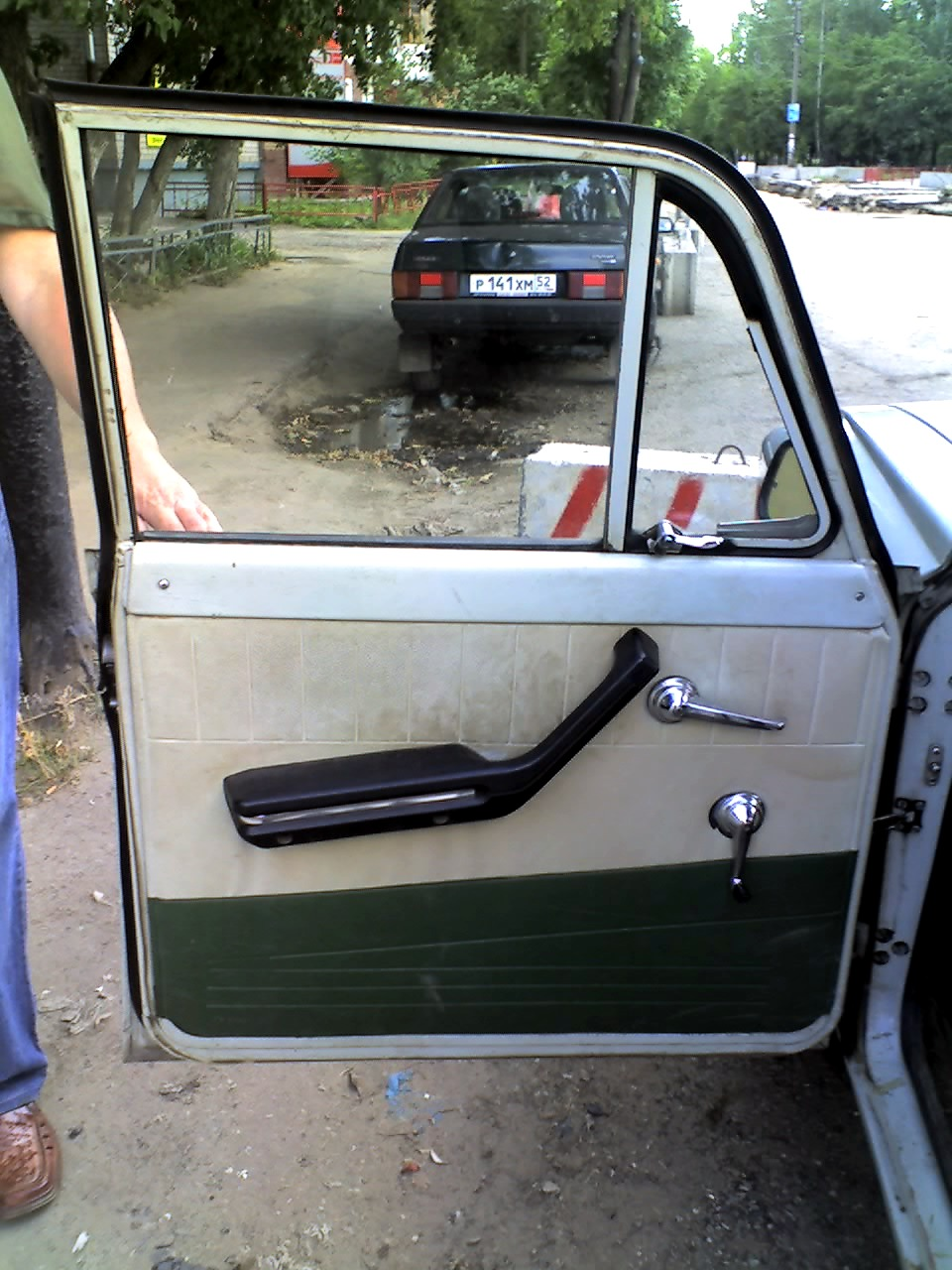
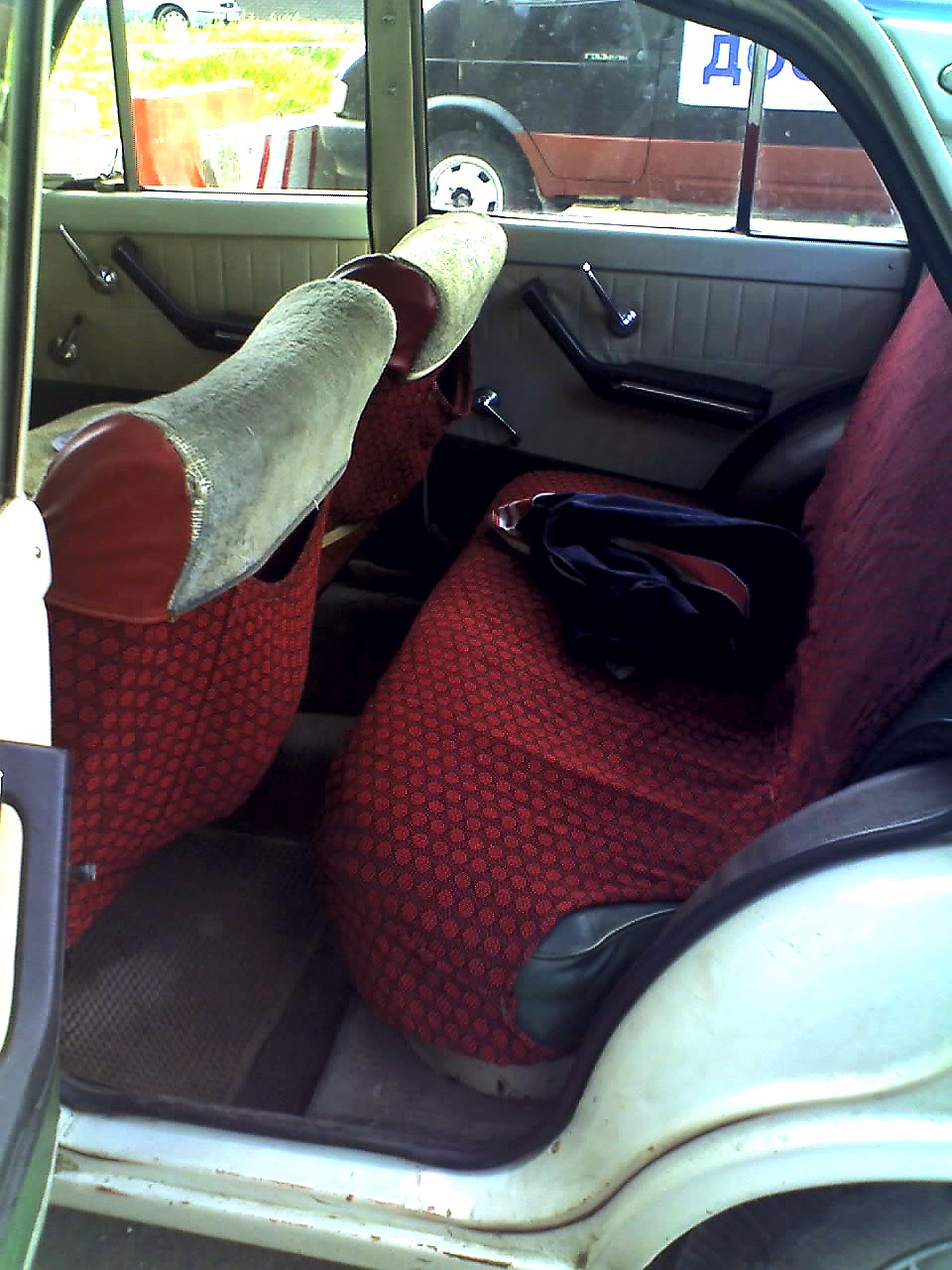
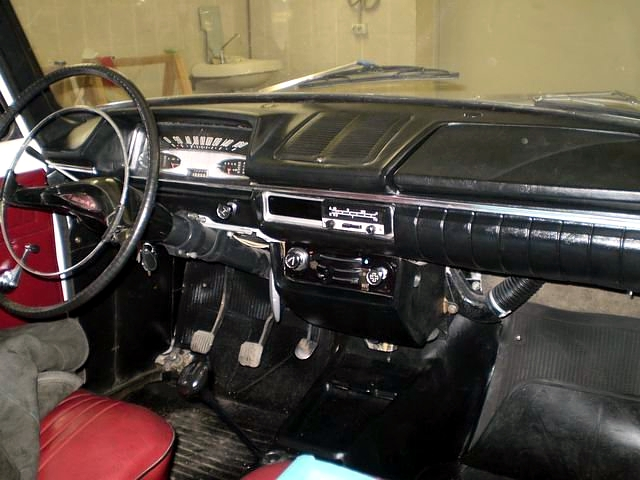